# Rugazi
Rugazi es una comuna de la provincia de Bubanza en Burundi. En agosto de 2008 tenía una población censada de 57 881 habitantes.
Se encuentra ubicada al noroeste del país, cerca del río Ruzizi, de la frontera con República Democrática del Congo y de la orilla septentrional del lago Tanganica.